# Petromyscus collinus
Petromyscus collinus — вид гризунів родини Несомієві. Країни проживання: Ангола, Намібія, ПАР. Його природне середовище проживання — субтропічні чи тропічні сухі чагарники.